# Список высших учебных заведений Казахстана
Университеты Казахстана — высшие учебные заведения Казахстана. Первый казахский ВУЗ был основан в Алма-Ате в 1928 году под названием «Казахский государственный университет» (сейчас КазНПУ имени Абая).
Алматы - лидер по количеству высших учебных заведений.
На начало 2025-2026 учебного года в республике число действующих высших учебных заведений составляет 127 организаций, из которых государственных - 3, акционированных и частных - 20, международных - 12, и национальных - 73.
По состоянию на 2024-2025 учебный год во всех высших учебных заведениях Казахстана обучается 670 225 студентов.
У каждого университета существует номер, он нужен абитуриентам для указания его в ЕНТ если они планируют поступать на грант или поступают из другого города. Так же каждый вуз самостоятельно задаёт проходной балл для поступления: количество баллов в результате сдачи ЕНТ должно быть равно или выше проходного балла на определённую специальность в вузе. При выборе обучения на платной основе проходной балл обычно гораздо ниже.

## Список высших учебных заведений

### Национальные вузы
| Название высшего учебного заведения                                     | Город    | Основано                  | Руководитель | Описание | Код |
| ----------------------------------------------------------------------- | -------- | ------------------------- | --- | --- | --- |
| Евразийский национальный университет имени Л. Н. Гумилёва               | Астана   | 1996                      | Ректор: доктор исторических наук Ерлан Батташевич Сыдыков                                                                                    | — | 013 |
| Казахская национальная академия искусств имени Т. К. Жургенова          | Алма-Ата | 1978                      | Ректор: кандидат исторических наук, доцент Азамат Сатыбалды                                                                                  | Преемник Алма-Атинского театрально-художественного института. Первоначально в институте имелось два факультета: Художественный и Театральный. На данный момент Академия ведёт обучение на пяти факультетах: - Театральное Искусство - Музыкальное Искусство - Хореография - Кино, ТВ и Искусствоведение - Живописи, скульптуры, дизайна и декоративно-прикладного искусства. | 017 |
| Казахская национальная консерватория имени Курмангазы                   | Алма-Ата | 1944                      | Ректор: доктор философии (PhD) Гаухар Тасбергенова                                                                                           | ведущий вуз Казахстана в области профессионального музыкального образования. | 006 |
| Казахская национальная академия хореографии                             | Астана   | 2015                      | Ректор: народная артистка России, лауреат Государственной премии России, профессор Алтынай Абдуахимовна Асылмуратова                         | Первое высшее учебное заведение в Центральной Азии с полным циклом многоуровневого профессионального образования в области хореографии. Образована по специальному поручению президента Казахстана Н. А. Назарбаева. Готовит специалистов по следующим направлениям: «Артист балета», «Артист ансамбля танца», «Режиссура», «Хореография», «Искусствоведение» и «Арт-менеджмент» на пяти факультетах (факультет среднего профессионального образования, балетмейстерский факультет, педагогический факультет, факультет социальных наук и искусств, школа). | 205 |
| Казахский национальный аграрный университет                             | Алма-Ата | 1929 (АЗВИ) 1930 (КазСХИ) | Ректор: доктор сельскохозяйственных наук, профессор и академик Национальной академии наук Республики Казахстан Куришбаев Ахылбек Кажигулович | Образован слиянием бывшего Казахского сельскохозяйственного института (КазСХИ) и бывшего Алма-Атинского зооветеринарного института (АЗВИ). Готовит специалистов для сельского хозяйства: - бакалавриат - 42 специальности - магистратура - 39 специальности - докторантура - 16 специальности. | 024 |
| Казахский национальный медицинский университет имени С. Д. Асфендиярова | Алма-Ата | 1931                      | Ректор: доктор медицинских наук, профессор Шоранов Марат Едигеевич                                                                           | ведущий медицинский вуз Казахстана. | 026 |
| Казахский национальный педагогический университет имени Абая            | Алма-Ата | 1928                      | Ректор: кандидат политических наук Тлеп Болат Анапияулы                                                                                      | Преемник Казахского педагогического института (КазПИ). Готовит педагогов для дошкольного, среднего и высшего образования по двенадцати специальностям. | 007 |
| Казахский национальный технический университет имени К. И. Сатпаева     | Алма-Ата | 1934                      | Ректор: доктор экономических наук, профессор Бейсембетов Искандер Калыбекович                                                                | Преемник Казахского политехнического института (КазПТИ). Университет организационно состоит из Института базового образования, Института дистанционного образования, семи технических институтов разделяющихся по специализации обучения и Института военного дела готовящего офицеров запаса по четырём военно-учётным специальностям. | 029 |
| Казахский национальный университет имени аль-Фараби                     | Алма-Ата | 1934                      | Ректор: доктор филологических наук, профессор Туймебаев Жансеит Кансеитулы                                                                   | крупнейшее и ведущее многопрофильное высшее учебное заведение Казахстана. | 027 |
| Казахский национальный университет искусств                             | Астана   | 1998                      | Ректор: народная артистка Казахстана, профессор Айман Кожабековна Мусаходжаева                                                               | ведущий вуз Казахстана в области искусства. | 018 |

### Международные вузы
| Название высшего учебного заведения                            | Город     | Основано | Руководитель                                                         | Описание | Код |
| -------------------------------------------------------------- | --------- | -------- | -------------------------------------------------------------------- | --- | --- |
| Международный казахско-турецкий университет имени Х. А. Яссави | Туркестан | 1991     | Ректор: кандидат экономических наук Темирбекова Жанар Амангельдиевна | первый международный вуз в Казахстане, расположенный в городе Туркестан. | 037 |
| Международный университет информационных технологий            | Алма-Ата  | 2009     | Ректор: доктор PhD, профессор Исахов Асылбек Абдиашимович            | ведущий вуз Казахстана, специализирующийся на подготовке специалистов в области информационных и коммуникационных технологий. | 190 |
| Назарбаев Университет                                          | Астана    | 2010     | Ректор: доктор философии (PhD) Вакар Ахмад                           | ведущий международный исследовательский университет Казахстана, расположенный в Астане. Основан в 2010 году по инициативе первого президента страны Нурсултана Назарбаева. Преподавание ведётся полностью на английском языке, что делает университет уникальным для региона.                                  | -   |
| Казахстанско-Немецкий Университет                              | Алматы    | 1999     | Президент: Проф. Др. Волрад Роммель                                  | Казахстанско-Немецкий университет был основан в 1999 году по частной инициативе общественного фонда «Казахстанско-Немецкое сотрудничество в области образования» с целью подготовки специалистов по немецкому стандарту. По сей день DKU является единственным немецким вузом в Казахстане и Центральной Азии. | 082 |

### Государственныевузы
| Название высшего учебного заведения                                              | Город            | Основано | Руководитель                                                                                       | Описание |
| -------------------------------------------------------------------------------- | ---------------- | -------- | -------------------------------------------------------------------------------------------------- | --- |
| Актюбинский региональный государственный университет имени К. Жубанова           | Актобе           | 1966     | Ректор: доктор философии в области образования (Ph.D) Карабасова Лаура Чапаевна                    | В соответствии с Постановлением Правительства РК от 29 мая 2013 года № 529 «О реорганизации отдельных республиканских государственных предприятий Министерства образования и науки Республики Казахстан» посредством объединения двух вузов: Актюбинского государственного педагогического института и Актюбинского государственного университета имени К. Жубанова было создано Республиканское государственное предприятие на праве хозяйственного ведения «Актюбинский региональный государственный университет имени К. Жубанова». Государственная регистрация вновь образованного университета в уполномоченных органах юстиции произведена 29 августа 2013 года.                                                                                      |
| Аркалыкский государственный педагогический институт имени И. Алтынсарина         | Аркалык          | 1972     | Ректор: доктор географических наук Куанышбаев Сейтбек Бекенович                                    | — |
| Атырауский государственный университет имени Х. Досмухамедова                    | Атырау           | 1950     | Ректор: Кандидат педагогических наук Идрисов, Саламат Нурмуханович                                 | — |
| Атырауский университет нефти и газа                                              | Атырау           | 1980     | Ректор: доктор экономических наук Шакуликова Гульзада Танирбергеновна                              | — |
| Восточно-Казахстанский технический университет имени Д. Серикбаева               | Усть-Каменогорск | 1958     | Ректор: Кандидат технических наук Рахметуллина Сауле Жадыгеровна                                   | — |
| Восточно-Казахстанский государственный университет имени С. Аманжолова           | Усть-Каменогорск | 1952     | Ректор: профессор, кандидат юридических наук, PhD Толеген Мухтар Адильбекович                      | — |
| Восточно-Казахстанский региональный университет                                  | Усть-Каменогорск | 2001     | Ректор: кандидат физико-математических наук Кылышканов Манарбек Калымович                          | — |
| Государственный медицинский университет города Семей                             | Семей            | 1953     | Ректор: доктор медицинских наук, профессор Дюсупов Алтай Ахметкалиевич                             | — |
| Жетысуский государственный университет имени И. Жансугурова                      | Талдыкорган      | 1972     | Ректор: доктор юридических наук, профессор Бурибаев Ермек Абильтаевич                              | — |
| Западно-Казахстанский аграрно-технический университет имени Жангир хана          | Уральск          | 1963     | Ректор: доктор ветеринарных наук, профессор, академик Наметов Аскар Мырзахметович                  | — |
| Западно-Казахстанский государственный медицинский университет имени М. Оспанова  | Актобе           | 1997     | Ректор: доктор медицинских наук Калиев Асет Аскерович                                              | — |
| Западно-Казахстанский государственный университет имени М. Утемисова             | Уральск          | 1932     | Ректор: кандидат биологических наук, ассоциированный профессор Сергалиев Нурлан Хабибуллович       | — |
| Казахский государственный женский педагогический университет                     | Алма-Ата         | 1944     | Ректор: доктор философии (PhD) Канай Гульмира Амирхановна                                          | — |
| Карагандинский государственный индустриальный университет                        | Темиртау         | 1963     | Ректор: доктор технических наук, профессор Жаутиков Бахыт Ахатович                                 | — |
| Карагандинский медицинский университет                                           | Караганда        | 1950     | Ректор: и.о., доктор медицинских наук, профессор Риклефс Виктор Петрович                           | — |
| Карагандинский государственный технический университет                           | Караганда        | 1953     | Ректор: профессор Ибатов Марат Кенесович                                                           | КарГТУ — один из ведущих технических ВУЗов Республики Казахстан, готовящих студентов по техническим и гуманитарным специальностям, среднего профессионального образования, бакалавриата, магистратуры и докторантуры PhD. С 1962 по 1965 годы, студентом КарГТУ являлся Нурсултан Абишевич Назарбаев — Первый Президент Республики Казахстан, лидер нации. После этого исторического и почётного для университета момента, КарГТУ имеет легендарное звание — ВУЗ Первого Президента Республики Казахстан. Также в 2016 году, Независимое казахстанское агентство по качеству в образовании опубликовала список — лучших технических ВУЗов Республики Казахстан, где КарГТУ занял второе почётное место среди лучших технических ВУЗов Республики Казахстан. |
| Карагандинский государственный университет имени Е. А. Букетова                  | Караганда        | 1938     | Ректор: доктор юридических наук, профессор Дулатбеков Нурлан Орынбасарович                         | — |
| Каспийский государственный университет технологии и инжиниринга имени Ш. Есенова | Актау            | 1976     | Ректор: кандидат технических наук, профессор Ахметов Берик Бахытжанович                            | — |
| Кокшетауский государственный университет имени Ш. Уалиханова                     | Кокшетау         | 1996     | Ректор: кандидат экономических наук Сырлыбаев Марат Кадирович                                      | — |
| Костанайский государственный педагогический институт                             | Костанай         | 1939     | Ректор: кандидат филологических наук, ассоциированный профессор Есиркепова Кенжегул Кабылгазиновна | — |
| Костанайский государственный университет имени А. Байтурсынова                   | Костанай         | 1992     | Ректор: доктор географических наук, профессор Куанышбаев Сеитбек Бекенович                         | — |
| Кызылординский государственный университет имени Коркыт Ата                      | Кызылорда        | 1998     | Ректор: кандидат филологических наук Каримова Бейбиткуль Сарсемхановна                             | — |
| Павлодарский государственный педагогический институт                             | Павлодар         | 1962     | Ректор: доктор экономических наук, профессор Ержан Амирбекулы                                      | — |
| Павлодарский государственный университет имени С. Торайгырова                    | Павлодар         | 1960     | Ректор: доктор экономических наук, профессор Садыков Еркин Токмухамедович                          | — |
| Рудненский индустриальный институт                                               | Рудный           | 1977     | Ректор: доктор философии (PhD), ассоциированный профессор Сапарходжаев Нурбек Пажарбекович         | — |
| Северо-Казахстанский государственный университет имени М. Козыбаева              | Петропавловск    | 1937     | Ректор: кандидат биологических наук Исакаев Ербол Маратович                                        | — |
| Семипалатинский государственный педагогический институт                          | Семей            | 1934     | Ректор: доктор исторических наук Ескендиров Меир Гариполлаевич                                     | — |
| Семипалатинский государственный университет имени Шакарима                       | Семей            | 1995     | Ректор: кандидат технических наук Орынбеков Думан Рымгалиевич                                      | — |
| Таразский государственный педагогический институт                                | Тараз            | 1967     | Ректор: доктор исторических наук Абдуалы Аскар Бегадилович                                         | — |
| Таразский государственный университет имени М. Х. Дулати                         | Тараз            | 1998     | Ректор: кандидат физико-математических наук и доктор философии (PhD) Байжуманов Мухтар Казбекович  | — |
| Южно-Казахстанская медицинская академия                                          | Шымкент          | 1979     | Ректор: доктор медицинских наук Сейтжанова Жанна Серикжановна                                      | Акционерное общество «Южно-Казахстанская медицинская академия» - (АО «ЮКМА») (каз. «Оңтүстік Қазақстан медицина академиясы» акционерлік қоғамы («ОҚМА» АҚ)) — один из ведущих медицинских вузов Казахстана. Открыт в 1979 году. |
| Южно-Казахстанский государственный университет имени М. О. Ауэзова               | Шымкент          | 1943     | Ректор: доктор исторических наук Кожамжарова Дария Пернешовна                                      | — |

### Вузы силовых ведомств
| Название высшего учебного заведения                                                                                   | Город                           | Основано | Руководитель                                                                    | Описание |
| --- | ------------------------------- | -------- | ------------------------------------------------------------------------------- | --- |
| Академия КНБ Республики Казахстан                                                                                     | Алма-Ата                        | 1974     | Начальник: генерал-майор национальной безопасности Мукашев Ахат Габбасович      | Преемник Алма-Атинского филиала «Высшие курсы КГБ СССР» (всего в КГБ СССР было десять подобных учебных заведений). Готовит оперативных работников для КНБ Республики Казахстан с получением специальности «юрист со знанием иностранного языка». |
| Костанайская академия МВД Республики Казахстан                                                                        | Костанай                        | 1971     | Начальник: генерал-майор полиции Дарменов Акынкали Даутбаевич                   | Ранее: Костанайская Высшая Школа МВД Республики Казахстан, Костанайский юридический институт МВД Республики Казахстан, Костанайский юридический институт Комитета уголовно-исполнительной системы Министерства юстиции Республики Казахстан, Академия Комитета уголовно-исполнительной системы МЮ Республики Казахстан, Академия Комитета уголовно-исполнительной системы МВД Республики Казахстан, Костанайская академия МВД Республики Казахстан. Академия готовит кадры для МВД Республики Казахстан по специальностям бакалавриата и магистратуры. Специальности бакалавриата: - правоохранительная деятельность (специализации: административная и уголовно-исполнительная); - педагогика и психология; - социальная работа; - юриспруденция. Специальности магистратуры: - правоохранительная деятельность (профильное направление); - правоохранительная деятельность (научно-педагогическое направление). |
| Алматинская Академия МВД Республики Казахстан                                                                         | Алма-Ата                        | 1956     | Начальник: полковник полиции Кобландин Калижан Женисбекович                     | Преемник Алма-атинской средней школы милиции. В 1990-е годы переформирован в высшее учебное заведение. Готовит офицеров полиции для следственных и административных подразделений МВД РК по пяти специальностям. |
| Академия правоохранительных органов при Генеральной прокуратуре Республики Казахстан                                  | село Косшы, Акмолинская область | 2015     | Ректор: государственный советник юстиции 3 класса Сексембаев Марат Исламханович | Академия готовит кадры для органов прокуратуры, службы экономических расследований, антикоррупционной службы и органов внутренних дел по специальностям магистратуры и докторантуры: - Юриспруденция - Правоохранительная деятельность |
| Актюбинский юридический институт МВД Республики Казахстан                                                             | Актобе                          | 2010     | Начальник: полковник полиции Кабдуев Акан Есетович                              | — |
| Военно-инженерный институт радиоэлектроники и связи Министерства обороны Республики Казахстан                         | Алма-Ата                        | 2001     | Начальник: генерал-майор Даутов Кайрат Сапарбекович                             | Командный состав для частей связи, зенитных ракетных, радиотехнических войск, радиотехнического обеспечения военной авиации, автоматизированных систем управления войсками и вооружением. |
| Военный институт Сил воздушной обороны Министерства обороны Республики Казахстан                                      | Актобе                          | 1974     | Начальник: полковник авиации Еспаганбетов Тимур Толегенович                     | Институт ведёт подготовку по следующим специальностям: - 5А101029 — эксплуатация воздушных судов (самолётов), лётчик-инженер; - 5А101030 — эксплуатация воздушных судов (вертолётов), лётчик-инженер; - 5А101031 — эксплуатация воздушных судов (транспортных самолётов), лётчик-инженер; - 5А101032 — навигация воздушных судов (штурман-инженер); - 5А101033 – управление полётами авиации (инженер по управлению воздушным движением); - 5А101034 – техническая эксплуатация воздушных судов и двигателей (инженер-механик); - 5А101035 – интегрированные системы воздушных судов (инженер-электромеханик); - 5А101036 – техническая эксплуатация авиационного оборудования (инженер-электрик); - 5А101037 – техническая эксплуатация авиационного радиоэлектронного оборудования (радиоинженер) - военная медицина (военный врач: врач общей практики, хирург, терапевт).                                     |
| Военный институт Сухопутных войск Министерства обороны Республики Казахстан                                           | Алма-Ата                        | 1970     | Начальник: полковник Ибатулин Бауыржан Шарифуллаевич                            | Преемник Алма-Атинского высшего общевойскового командного училища. Готовит офицеров для Сухопутных войск по двенадцати специальностям по программе высшего военно-учебного заведения со сроком обучения четыре года |
| Карагандинская академия МВД Республики Казахстан имени Б. Бейсенова                                                   | Караганда                       | 1969     | Начальник: полковник полиции Биекенов Нурлан Амангелдинович                     | Преемник Карагандинской высшей школы милиции МВД СССР. Готовит офицеров полиции для следственных и административных подразделений МВД РК по трём специальностям, а также осуществляет магистратуру и докторантуру по специальности Правоохранительная деятельность. |
| Кокшетауский технический институт Комитета по чрезвычайным ситуациям Министерства внутренних дел Республики Казахстан | Кокшетау                        | 1997     | Начальник: полковник противопожарной службы Шарипханов Сырым Дюсенгазиевич      | Институт готовит специалистов для Комитета чрезвычайных ситуаций МВД РК по 4 специальностям: - Пожарная безопасность; - Защита в чрезвычайных ситуациях; - Командная тактическая сил гражданской обороны; - Пожаротушение и аварийно-спасательное дело. |
| Национальный университет обороны Министерства обороны Республики Казахстан                                            | Астана                          | 1997     | Начальник: генерал-майор Мустабеков Аскар Досбосынович                          | — |
| Академия Национальной гвардии Республики Казахстан                                                                    | Петропавловск                   | 1997     | Начальник: полковник Токушев Артур Калиакпарович                                | Академия Национальной гвардии готовит офицеров для Внутренних войск МВД РК по семи специальностям: - командная тактическая внутренних войск - офицер по воспитательной и социально-правовой работе (ВиСПР) - командная тактическая обеспечения связи войск; - командная тактическая инженерно-технического обеспечения - командная тактическая ракетно-артиллерийского обеспечения войск - командная тактическая автотранспортного обеспечения войск; - командная тактическая тылового обеспечения войск. |
| Пограничная академия КНБ Республики Казахстан                                                                         | Алма-Ата                        | 1931     | Начальник: генерал-майор Поливанов Павел Константинович                         | Преемник Алма-Атинского пограничного военного училища им. Ф. Э. Дзержинского. Готовит офицеров по пяти специальностям для Пограничной службы КНБ Республики Казахстан: - офицер подразделения охраны границы, специалист в области управления, специализация командно-тактическая - офицер пограничного контроля, специалист в области управления, специализация пограничный контроль - офицер-кинолог, специалист в области управления, специализация кинология - офицер по воспитательной и социально-правовой работе (ВиСПР), специалист в области управления - офицер оперативно-разведывательных подразделений, специалист в области управления, специализация оперативно-разведывательная. |

### Акционированные вузы
| Название высшего учебного заведения                                                       | Город     | Основано | Руководитель | Описание |
| ----------------------------------------------------------------------------------------- | --------- | -------- | --- | --- |
| Кокшетауский университет имени Абая Мырзахметова                                          | Кокшетау  | 2000     | Ректор: доктор юридических наук, профессор, член Российской Академии юридических наук Елюбаев Мади Сагинтаевич                                                          | Педагогический корпус объединён в 12 кафедр на пяти факультетах. В составе университета - социально-педагогических дисциплин; - туризма, начальной военной подготовки, физической культуры и спорта; - организации перевозок, движения, эксплуатации транспорта и профессионального обучения; - военная кафедра                                                      |
| Академия гражданской авиации                                                              | Алма-Ата  | 1995     | Ректор: доктор PhD, кандидат физико-математических наук Байжуманов Мухтар Казбекович                                                                                    | — |
| Алматинский университет энергетики и связи                                                | Алма-Ата  | 1975     | Ректор: Доктор экономических наук, кандидат физико-математических наук, профессор математики, академик Международной академии информатизации Сагинтаева Сауле Саветовна | — |
| Жезказганский университет имени О. А. Байконурова                                         | Жезказган | 1996     | Президент-ректор: доктор технических наук Абдилмалик Аргынович Такишов                                                                                                  | — |
| Казахская академия спорта и туризма                                                       | Алма-Ата  | 1944     | Президент: доктор педагогических наук Кайрат Кайруллинович Закирьянов                                                                                                   | — |
| Казахская академия транспорта и коммуникаций имени М. Тынышпаева                          | Алма-Ата  | 1976     | Президент-ректор: кандидат технических наук Ботабеков Адилбек Кожабекович                                                                                               | — |
| Казахский университет международных отношений и мировых языков имени Абылай хана          | Алма-Ата  | 1941     | Ректор: доктор филологических наук Салима Сагиевна Кунанбаева | — |
| Казахский агротехнический университет имени С. Сейфуллина                                 | Астана    | 1957     | Ректор: доктор сельскохозяйственных наук Ахылбек Кажигулович Куришбаев                                                                                                  | — |
| Казахский гуманитарно-юридический университет                                             | Астана    | 1994     | Ректор: Кандидат юридических наук Талгат Максутович Нарикбаев | Национальный лидер в области гуманитарного и юридического образования. Юридический ВУЗ № 1 в Казахстане. Готовит по специальностям: юриспруденция, правоохранительная деятельность, международное право, переводческое дело, экономика, менеджмент, туризм, финансы, учёт и аудит, психология. Также готовит по специальностям магистратуры, докторантуры, MBA, DBA. |
| Университет КИМЭП, бывший Казахстанский институт менеджмента, экономики и прогнозирования | Алма-Ата  | 1992     | Президент: доктор, Ph.D. Чан Йан Бэнг | — |
| Казахстанский университет дружбы народов                                                  | Шымкент   |          | Ректор: доктор химических наук Абдумуса Муратович Куатбеков | — |
| Медицинский университет Астана                                                            | Астана    | 1964     | Ректор: доктор медицинских наук Мажит Зейнуллович Шайдаров | — |

### Частные вузы
| Название высшего учебного заведения                                      | Город            | Основано   | Руководитель | Описание |
| ------------------------------------------------------------------------ | ---------------- | ---------- | --- | --- |
| Академия «Болашак»                                                       | Караганда        | 1995       | Менлибаев Куралбай Несипбекович | Ведёт подготовку бакалавров по восьми специальностями: юриспруденция; финансы; педагогика и психология; дошкольное обучение и воспитание; педагогика и методика начального обучения; иностранный язык: два иностранных языка; казахский язык и литература; фармация. Подготовку магистров по четырём специальностям: юриспруденция; финансы; педагогика и психология; казахский язык и литература. А также подготовку докторантов по специальности юриспруденция. |
| Карагандинский экономический университет Казпотребсоюза                  | Караганда        | 1966       | Аймагамбетов Е. Б. | Подготовка кадров осуществляется по всем трём уровням национальной системы образования: бакалавриат – магистратура – докторантура PhD. В соответствии с государственной лицензией университетом реализуется 26 образовательных программ высшего образования и 16 послевузовского. В университете созданы и успешно функционируют базовые элементы научно-инновационной инфраструктуры университета, в которую входят 1 научно-исследовательский Институт (НИИ экономико-правовых исследований), 3 научных центра (Коворкинг центр «Достық», Центр коммерциализации и трансферта технологий, Центр мониторинга развития НИР), 3 лаборатории («Лаборатория социально-экономических исследований», «Лаборатория юридических исследований», «Лаборатория инновационных научно-образовательных технологий»). В 2019 году в КЭУК открыты диссертационные советы по защите диссертаций докторов PhD по специальностям 6D050600 «Экономика», 6D050700 «Менеджмент», 6D051000 «Государственное и местное управление». Университет является членом Международной ассоциации университетов, Европейской Ассоциации Университетов, Ассоциации азиатских университетов, Евразийской Ассоциации экономических университетов, Сетевого университета ШОС, Сетевого университета «Кооперация» и Ассоциации юридических ВУЗов России. |
| Центрально-Азиатский инновационный университет (ЦАИУ)                    | Шымкент          |            | | Университет был создан 24 февраля 2021 года в результате слияния Международного гуманитарно-технического университета и Института имени М. Сапарбаева, что позволило объединить ресурсы и повысить качество образовательных услуг. |
| Академия экономики и права                                               | Алма-Ата         | 1998—2015  | Оспанов Серикжан Джакупович | В настоящее время не функционирует в связи с закрытием и преобразованием в частную школу. |
| Евразийская юридическая академия имени Д.А. Кунаева                      | Алма-Ата         | 1993       | Копабаев О.К. | Один из ведущих частных вузов Казахстана с юридическим профилем, обладающий богатой историей, современной инфраструктурой и широкой образовательной программой. Академия известна высоким уровнем подготовки специалистов в области права и смежных дисциплин, а также активным международным сотрудничеством. |
| Алматинская академия экономики и статистики                              | Алма-Ата         | 1999       | Раимов Даулет Сагатбекович | Учреждение «Алматинская академия экономики и статистики» преобразовано в Учреждение «Алматинский гуманитарно-экономический университет» |
| Алматинский гуманитарно-технический университет                          | Алма-Ата         |            | — | Учреждение «Алматинский гуманитарно-технический университет» 14 марта 2014 года было переименовано в Евразийский технологический университет. |
| Алматинский технологический университет                                  | Алма-Ата         | 1958       | Кулажанов Куралбек Садибаевич | Высшее учебное заведение по подготовке специалистов для пищевой, перерабатывающей и лёгкой промышленности. |
| Евразийская академия                                                     | Уральск          |            | — | — |
| Евразийский гуманитарный институт                                        | Астана           |            | Ректор: доктор исторических наук Амангельды Кусаинович Кусаинов                                                                                  | — |
| Казахско-египетский исламский университет «Нур»                          | Алма-Ата         | 1993       | — | До 2012 года Египетский университет исламской культуры «Нур—Мубарак» |
| Западно-Казахстанский инженерно-гуманитарный университет                 | Уральск          |            | — | — |
| Инновационный Евразийский университет                                    | Павлодар         |            | — | — |
| Казахская академия труда и социальных отношений                          | Алма-Ата         | 1994 -2022 | — | Вуз закрыт |
| Казахская головная архитектурно-строительная академия                    | Алма-Ата         | 1980       | Председатель председателя наблюдательного совета МОК: Айгазы Амирланович Кусаинов Ректор: доктор технических наук Маргарита Булатовна Имандосова | Казахская головная архитектурно-строительная академия — высшее учебное заведение Алма-Аты. Обеспечивает подготовку специалистов в области архитектуры, дизайна, строительства, производства строительных материалов и изделий, инженерных систем, технологии деревообработки, геодезии и картографии, экономики и менеджмента. |
| Казахстанский инновационный университет                                  | Семей            | 2013       | Президент: доктор экономических наук, Апсалямов Надирбек Абсалямович                                                                             | Казахстанский инновационный университет осуществляет подготовку по 15 специальностям бакалавриата и 8 специальностям магистратуры. |
| Казахский автомобильно-дорожный институт                                 | Алма-Ата         | 1999       | Есентай Даурен Ерланұлы | — |
| Казахско-Американский университет                                        | Алма-Ата         | 1997       | Председатель председателя наблюдательного совета МОК: Айгазы Амирланович Кусаинов Ректор: доктор технических наук Маргарита Булатовна Имандосова | Казахстанский Американский университет - первый вуз Казахстана, внедривший кредитную технологию обучения. В вузе используется симбиоз американской и казахстанской образовательных систем. |
| Казахский гуманитарно-юридический инновационный университет              | Семей            |            | — | — |
| Международный транспортно-гуманитарный университет                       | Алма-Ата         | 2000       | Тұрдалиев Ауезхан Тұрдалиевич | Казахский университет путей сообщения (КУПС) — это ведущее учебное заведение в Казахстане, специализирующееся в области транспорта и связи. Университет был основан в 2000 году и предлагает широкий спектр программ в областях транспорта, автоматизации, информационных технологий и связи. |
| Казахский университет технологии и бизнеса                               | Астана           |            | — | — |
| Esil University                                                          | Астана           | 1999       | Ректор: доктор экономических наук, профессор Таубаев Аяпберген Алданаевич                                                                        | Esil University (бывш. Казахский университет экономики, финансов и международной торговли) более десяти лет осуществляет свою деятельность на рынке образовательных услуг. Университет имеет Государственную лицензию на право ведения образовательной деятельности. Университет осуществляет подготовку кадров финансово-экономического профиля по на казахском и русском языках по 16 специальностям бакалавриата и 8 специальностям магистратуры. Наши студенты имеют уникальную возможность в дополнение к диплому Esil University получить второй диплом (ВВА, Всоm, MBA) зарубежного учебного заведения или стать участником программы обмена студентами. Лучшие выпускники вуза имеют возможность участвовать в конкурсе на присуждение международной стипендии «Болашак» по специальностям магистратуры. |
| Казахско-Русский международный университет                               | Актобе           | 1994       | Доктор философии (PhD) по специальности «Психология» Бердимуратов Темерхан Байбосынович                                                          | Один из первых негосударственных вузов Актюбинска, который изначально назывался «Актюбинское отделение Международного института управления, бизнеса и права». |
| Международный инженерно-технологический университет                      | Алма-Ата         | 2001       | Сарсенбекова Гульнар Алибековна | Университет предлагает широкий спектр программ бакалавриата, магистратуры и докторской степени в различных областях, включая инженерию, информатику, экономику и менеджмент. Университет сотрудничает с ведущими международными университетами и научными организациями, что создает возможности для студентов вести научные исследования и обмен опытом с зарубежными коллегами. |
| Казахстанско-американский свободный университет                          | Усть-Каменогорск | 1994       | Мамбетказиев, Ережеп Альхаирович | Казахстанско-Американский свободный университет первый частный ВУЗ международного партнерства с США, открытый 1994 году, имеющий современную материально-техническую базу, высококвалифицированный профессорско-преподавательский состав. Университет в числе первых в Республике: - получил международную специализированную аккредитацию организацией ACBSP (США) - начал подготовку кадров со знанием английского языка Модель вуза включает две программы: американскую и казахстанскую. В рамках американской программы осуществляется подготовка бакалавров и магистров в сфере менеджмента, права, информационных систем и иностранного языка, магистров, докторов Ph.D. Обучение на американской программе ведется на английском языке с привлечением специалистов из США, Канады, Европы и Австралии.— |
| Казахстанско-Британский технический университет                          | Алма-Ата         | 2001       | Ибрашев Кенжебек Ниязович | АО «Казахстанско-Британский технический университет» — научно-образовательный кластер, объединяющий университет, научно-исследовательские и опытно-конструкторские институты; был создан для обеспечения взаимосвязи инновационного, научно-исследовательского и образовательного блоков, а также реальной интеграцию науки, образования и производства. На его базе действует Международная Школа Экономики, аффилированный центр Университета Лондона, и Лондонской Школы Экономки и Политических наук |
| Казахстанско-Российский медицинский университет                          | Алма-Ата         | 1992       | Джайнакбаев Нурлан Темирбекович | Казахстанско-российский медицинский университет (КРМУ, имени Алиева) — это учебное заведение, которое предлагает высококачественное образование в области медицины и здравоохранения. Университет был основан в 1992 году и в настоящее время является одним из ведущих медицинских учебных заведений в Казахстане. |
| Карагандинский экономический университет Казпотребсоюза                  | Караганда        | 1966       | — | — |
| Каспийский общественный университет                                      | Алма-Ата         | 2009       | Нусенов Жолдасбек Муслимович | Каспийский университет в Алматы является престижным учебным заведением с высокими академическими стандартами и возможностями для карьерного роста. Он привлекает студентов со всего Казахстана и за ее пределами, которые стремятся получить качественное образование и преуспеть в своей профессиональной деятельности. |
| Костанайский социально-технический университет имени З. Алдамжара        | Костанай         |            | — | — |
| Костанайский инженерно-экономический университет                         | Костанай         |            | — | — |
| Кокшетауский институт экономики и менеджмента                            | Кокшетау         |            | — | — |
| Кокшетауский университет имени А. Мырзахметова                           | Кокшетау         |            | — | — |
| Алматы Менеджмент Университет (ранее Международная академия бизнеса)     | Алма-Ата         | 1988       | президент — и.о. ректора Кожахметов Асылбек Базарбаевич                                                                                          | Предпринимательский, социально-ответственный университет. |
| Международная образовательная корпорация                                 | Алма-Ата         | 2007       | Председатель председателя наблюдательного совета МОК: Айгазы Амирланович Кусаинов Ректор: доктор технических наук Маргарита Булатовна Имандосова | Правопреемник Казахской головной архитектурно - строительной академии и Казахско-Американского университета. МОК осуществляет подготовку специалистов по программам высшего и послевузовского образования (бакалавриат, магистратура, докторантура) по кредитной технологии обучения. |
| Университет Нархоз                                                       | Алма-Ата         | 1963       | Президент: Дауленов Мирас Мухтарович | Университет Нархоз - старейший университет в Казахстане, осуществляющий обучение в области экономики, бизнеса, финансов и права, расположенный в городе Алматы. |
| Университет «Болашак»                                                    | Кызылорда        |            | — | — |
| Университет имени Сулеймана Демиреля                                     | Каскелен         | 1996       | PhD. Кожахмет Канат | Университет имени Сулеймана Демиреля (СДУ) открыт по инициативе президента Казахстана Нурсултана Назарбаева и президента Турции Сулеймана Демиреля. Университету было дано имя С. Демиреля по предложению Н. Назарбаева. С 2011 года СДУ переехал в новый кампус за городом (г. Каскелен, Алма-Атинской области). СДУ даёт высшее образование по таким специальностям как: юриспруденция; история; филология иностранного языка; два иностранных языка; переводческое дело; филология казахского языка и литературы; журналистика; вычислительная техника и программирование; информационные системы; научная и педагогическая математика; экономика; маркетинг; финансы; бух. учёт и аудит; международные отношения. Обучение ведётся на двух языках: английский и казахский. СДУ является лидером по подготовке IT-специалистов в Казахстане. |
| Университет «Кайнар»                                                     | Алма-Ата         |            | — | С 06.02.2024 года преобразован в «Q» UNIVERSITY» |
| Университет «Мирас»                                                      | Шымкент          | 1997       | — | — |
| Таразский инновационно-гуманитарный университет                          | Тараз            |            | — | — |
| Таразский технический институт                                           | Тараз            |            | — | — |
| Университет «Туран»                                                      | Алма-Ата         | 1992       | Ректор: Алшанов Рахман Алшанович | — |
| Университет «Туран—Астана»                                               | Астана           |            | — | — |
| Университет иностранных языков и деловой карьеры                         | Алма-Ата         |            | — | Вуз зкарыт |
| Университет международного бизнеса                                       | Алма-Ата         | 1992       | Президент: Мурзабекова Светлана Викторовна | Университет практических знаний UIB. Первый бизнес-университет в Казахстане. |
| Центрально-Азиатский университет                                         | Алма-Ата         | 1997       | Ректор: Касабеков С. А. | В 2021 году вуз лишился лицензии и позже был закрыт по решению суда. |
| Центрально-Казахстанский университет «МГТИ-Лингва»                       | Караганда        |            | — | — |
| Шымкентский социально-педагогический университет                         | Шымкент          |            | — | — |
| Шымкентский университет                                                  | Шымкент          |            | — | — |
| Экибастузский инженерно-технический институт имени академика К. Сатпаева | Экибастуз        | 1994       | — | — |
| Южно-Казахстанский гуманитарный институт имени М. Сапарбаева             | Шымкент          |            | — | — |
| Южно-Казахстанский педагогический университет                            | Шымкент          |            | — | — |
| Де Монтфорт Юниверсити Казахстан                                         | Алматы           | 2021       | | Филиал британского университета De Montfort University Leicester. |

### Филиалы российских вузов
- Синергия, Московский финансово-промышленный университет, представительство в Казахстане (МФПУ) — Алма-Ата
- Казахстанский Филиал МГУ (КФМГУ) — Астана
- Алма-Атинский Филиал Санкт-Петербургского гуманитарного университета профсоюзов (СПбГУП) — Алма-Ата
- Челябинский государственный университет (ЧелГУ) — Костанай
- Российский экономический университет имени Г. В. Плеханова (РЭУ имени Г. В. Плеханова) — Усть-Каменогорск (бывший Московский государственный университет экономики, статистики и информатики — МЭСИ)
- Московский авиационный институт Филиал «Восход» (МАИ) г. Байконур, Кызылординская область